# صالح العلي
الشيخ صالح العلي هو زعيم سوري قادَ الثورة السورية الكبرى ضد الانتداب الفرنسي في منطقة جبال اللاذقية.

## عنه
ولد في العام 1883، والده الشيخ علي سلمان من قرية المريقب، إحدى قرى منطقة الشيخ بدر حاليًّا في جبال الساحل السوري وهو شيخ ورجل دين وشاعر ومن مشايخ الجبل المعروفين. والدته حبابة ابنة الشيخ علي عيد من قرية بشراغي القريبة من مدينة جبلة، وهي سيدة متمكنة من اللغة والشعر ومشهود لها بحسن التدبير .

## نشاطه ضد العثمانيين
بدأت ثورته ضد العثمانيين بشكل عفوي، حينما قام بعض الجنود العثمانيين بمحاولة اقتحام منزله خلال وجود زوجته فقام بقتل جنديين عثمانيين، فأعلنت الدولة العثمانية حكم الإعدام بحقه، فأعلن الثورة ضدها واتخذ من منطقة الشيخ بدر مقرا له. تطورت ثورته وتنظمت بالتنسيق مع الشريف حسين ورجالات الثورة العربية الكبرى.

## نضاله السياسي ضد الفرنسيين

### الإقامة الجبرية
عندما رفض الشيخ صالح العلي عرض الفرنسيين بإقامة الدولة العلوية أصدر الفرنسيين عليه حكم الإقامة الجبرية، وقامت فرنسا بعد استشارات مع مجموعة من المتحالفين معها في الجبل بترغيب أخيه الأصغر سنا الشيخ محمود لتجعل منه بديلًا سياسيًا عن الشيخ إلا أن الأخ محمود رفض ذلك، وعلى أثر ذلك تم تعريضه للتعذيب وخرج جراء ذلك يعاني من إيذاء جسدي ونفسي لازمه حتى وفاته وهذا أمر معروف لدى أهالي مدينة الشيخ بدر حتى تاريخه.

### مرحلة الكفاح السياسي
بعد انتهاء الثورة السورية الكبرى 1925 - 1927 بدأ الفرنسيون يعدون المواطنين السوريين بالاستقلال وبدأت مرحلة صراع جديدة ارتكز فيها السوريون على الإضرابات والعصيان المدني والفرنسيين على التبشير الديني - السياسي مما حدا بالشيخ صالح العلي إلى معاودة نشاطه السياسي في بداية الثلاثينات لمقاومة حالة التبشير السياسي-الديني (له مراسلات في صدد ذلك خاصة مع منير بيك الشريف ذكرها الأخير في مذكراته) والذي قامت به البعثات التبشيرية الفرنسية خاصة والغربية عموما في أوساط المسلمين عامة والعلويين خاصة وكذلك في أوساط المسيحيين الأرثوذكس والموارنة وحيث قام الفرنسيون بدعم بعض الأفراد والعائلات بالمال وبالنفوذ السياسي مستغلة الوضع الاقتصادي المزري لهذه الفئات، وخلقت مراكز قوى جديدة وزعامات فئوية جديدة.

### إعلان أن الجبل جزء من سوريا
توّج النشاط السياسي للشيخ العلي بالموقف من تأسيس دولة جبل العلويين حيث رفض ذلك ووقع مع شخصيات كثيرة من الجبل الوثيقة الداعية إلى ضم الجبل العلوي إلى سوريا الداخلية. وفي الاستقلال في بداية الأربعينات (1943)عرض عليه في أول حكومة اختيار الوزارة التي تروقه لاستلامها فرفض لعدم قناعته بذلك مفضلا النشاط السياسي من خارج الحكومة وبعد جلاء آخر جندي من الحامية الفرنسية الأخيرة من اللاذقية ألقى خطاب الجلاء في دمشق حيث نزل برفقة صهره الشيخ محمد عيسى إبراهيم في فندق الشرق جانب محطة الحجاز في دمشق. والجدير بالذكر أن الدويلة العلوية التي كان يهتم الفرنسيون بإنشائها تم رفضها من عدد كبير من أعيان العلويين وعلى رأسهم زعيم الطائفة والمرجع الأكبر يومها جابر أفندي العباس (شقيق كل من محمود وعلي) بن الشيخ محمد بن جابر المنصور الإدريسي الحسني وهم زعماء العشائر العلوية ما قبل السنجارية وإليهم ترجع زعامة نقابة الأشراف الطالبيين في سورية بالمنطقة الغربية لدى الدولة المملوكية والعثمانية وينحدرون من الشيخ السيد الشريف علي بن مقداد الحكيم الحلبي ابن السيد جمعة بن السيد أحمد بن الشريف إدريس نقيب الأشراف الطالبيين بالمغرب العربي.

## محاولات الاغتيال
وكذلك تعرض أثناء المعارك وبعدها لعدة محاولات قتل وتسميم بالقهوة وبالطعام وبإطلاق الرصاص عليه عن طريق متطوعين مزيفين في المقاومة، وكذلك تعرضت أزواجه للتسميم ومن بينهم زوجته حبابة وهي الحامل حيث تم تسميهما، مما اقتضى معالجتها من قبل الدكتور عبد اللطيف البيسار في طرابلس الشام حيث ولد جنينيها متوفين وتم استئصال بيت الرحم للزوجة وكان قبلا قد تم تسميم عدة أطفال صغار له أو قتلهم وآخرهم تم خنقه، ويدعى علي - تيمّنا باسم والده - في حي المريقيب في مدينة الشيخ بدر أثناء غيابه في بلدة القمصية لمعايدة أحد أصدقائه من آل إسماعيل.

## انظر أيضًا

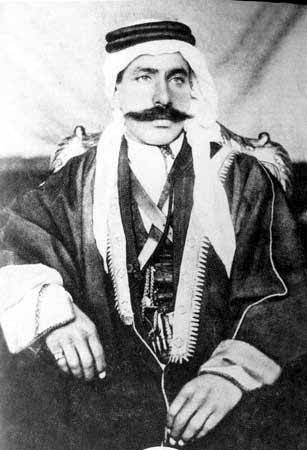
القائد سلطان باشا الأطرش، جبل العرب.
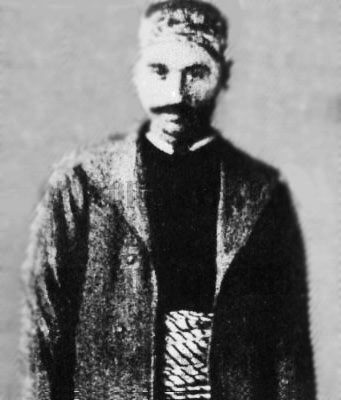
المجاهد حسن الخراط، غوطة دمشق..
المجاهد عياش الحاج، دير الزور.
الزعيم إبراهيم هنانو، أدلب.
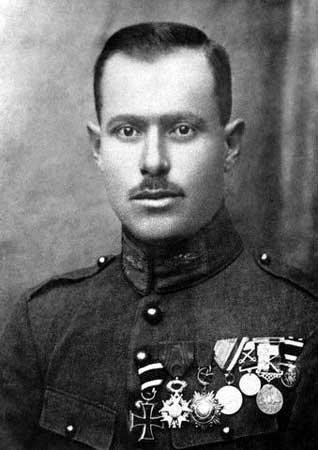
القائد فوزي القاوقجي، حماة.
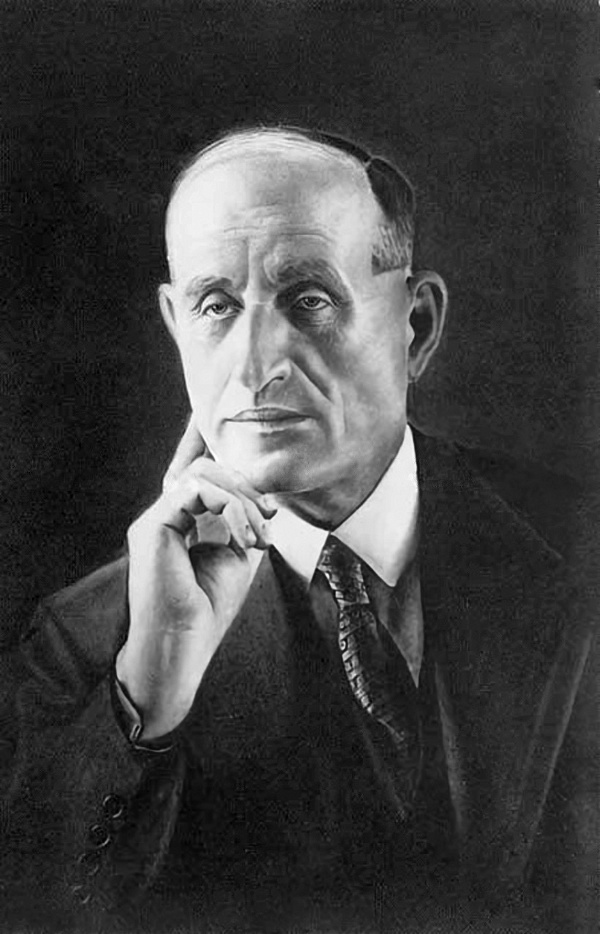
الدكتور عبد الرحمن الشهبندر، دمشق.